# Les Immortels (film, 2003)
Pour les articles homonymes, voir Immortel.
Pour plus de détails, voir Fiche technique et Distribution.
Les Immortels (Os Imortais) est un film d'action franco-britanno-luxembourgo-portugais réalisé par António-Pedro Vasconcelos et sorti en 2003.

## Synopsis
Chaque année, quatre anciens commandos d'une unité spéciale de la guerre coloniale portugaise se réunissent pour commémorer les exploits de la guerre et maintenir la cohésion du groupe. Ils se nomment eux-mêmes les Immortels, survivants d'une guerre qui les a marqués et les empêche de mener une vie normale. Ils se souviennent encore de leur cinquième camarade, mort au cours d'une opération commando dans des circonstances inexpliquées, et dont le corps carbonisé n'a jamais pu être clairement identifié. Lors de ces réunions annuelles, ils sont accompagnés de quatre femmes pour un court séjour extravagant. En 1985, la rencontre a lieu en Algarve, à Albufeira. Lassés du marasme du pays, ils décident de braquer une banque.
Malgré le succès du braquage, la compagne d'Aluas, la femme fatale française Madeleine Durand, ébranle la cohésion inconditionnelle du groupe. Il devient évident qu'Alua est le seul à connaître la surprenante vérité sur la disparition du cinquième Immortel. L'inspecteur Malarranha n'est qu'à quelques jours de la retraite lorsqu'il reprend l'affaire. Dans la vie privée également, les chemins de toutes les personnes impliquées se croisent de plus en plus. Après une série d'actes de violence et de décès, le film s'achève sur un commissaire à la retraite qui retrouve sa vocation de guitariste dans le bar à fado du seul survivant des quatre Immortels.

## Fiche technique
- Titre français : Les Immortels[2],[3],[4]
- Titre original portugais : Os Imortais[5]
- Titre anglais : The Immortals
- Réalisation : António-Pedro Vasconcelos
- Scénario : Vicente Alves do Ó (pt), António-Pedro Vasconcelos, Claire Downs, António Tavares Teles
- Photographie : Barry Ackroyd
- Montage : António-Pedro Vasconcelos
- Musique : Gast Waltzing
- Production : Jani Thiltges, António da Cunha Telles
- Sociétés de production : Animatógrafo, Dan Films, Fado Filmes, Samsa Film
- Pays de production :  Portugal -  Luxembourg -  France -  Royaume-Uni
- Langue originale : portugais, français
- Format : couleurs - 1,85:1 - Son Dolby Digital
- Genre : film d'action
- Durée : 130 minutes
- Dates de sortie : 
  - Portugal : 5 novembre 2003 (Porto)
  - France : 14 mars 2007 (Reflets du cinéma ibérique et latino-américain de Villeurbanne)

## Distribution
- Joaquim de Almeida : Roberto Alua[5]
- Emmanuelle Seigner : Madeleine Durand
- Nicolau Breyner (pt) : Joaquim Malarranha[6]
- Rogério Samora : Horácio Lobo
- Rui Unas : Vítor Pratas
- Filipe Duarte : Abel Cavaco
- Joaquim Nicolau : Sérgio Mano
- Paula Mora : Filó
- Ana Padrão : Sara
- Alexandra Lencastre : Maria Antonia
- Maria Rueff : Séverina
- João D'Ávila : Père